# Husqvarna Silverpilen

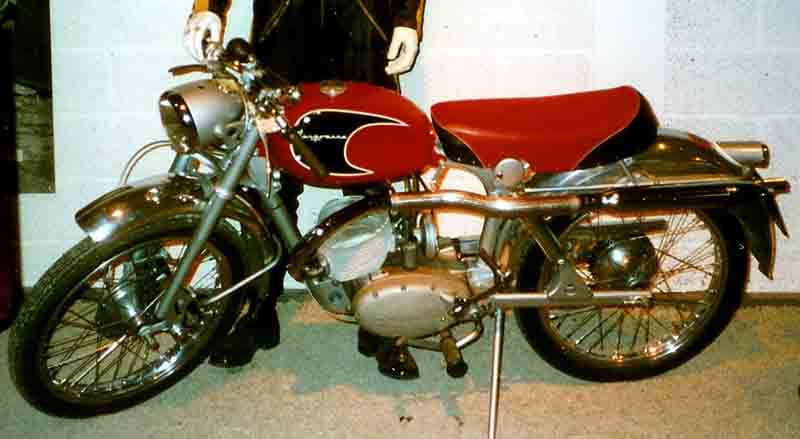
Silverpilen

Silverpilen är en motorcykelmodell från Husqvarna designad av Sixten Sason som såldes 1955–1965.

## Beskrivning
Motorcykeln hade en tvåtaktsmotor med en cylindervolym på 175 kubikcentimeter och effekten 9 hk vid 6 000 varv/minut, vilket gav en topphastighet på cirka 100 km/h. Tjänstevikten understeg 75 kg. vilket innebar att den på 1950- och 60-talet räknades som lätt motorcykel och fick köras av 16-åringar. Från och med 1958 angavs effekten till 9,5 hk.
Åren 1957–1959 sålde Husqvarna modellen Guldpilen, en starkare och snabbare variant av Silverpilen med motor på 200 kubikcentimeter och 10,5 hk, vilken också hade en tjänstevikt understigande 75 kg och alltså fick köras av 16-åringar. Den låga tjänstevikten uppnåddes genom att allt som ansågs oväsentligt skalades av, men viktbesparingarna resulterade också i att bromsarna blev för klena för den fart Guldpilen kunde uppnå. Så Guldpilen (och Monarks ännu snabbare lätta motorcykel Blå Stinget med motor på 200 kubikcentimeter och 12,5 hk) slutade säljas på myndigheternas begäran då de ansågs vara för farliga.

## Teknisk konstruktion
Silverpilens cylinder är av aluminium med hårdförkromat cylinderlopp. Ramlagren får sin smörjning av växellådans olja. Tvåtaktsmotorn arbetar med vändspolsystem av typ Schnurle och har en kolv med flat topp. Cylindern lutar 15 grader framåt, vidare är dess centrum förskjutet 3,5 mm framåt från vevaxelns centrum. Silverpilen har bara tre växlar, växelpedalen sitter på höger sida om motorn. En liten visare indikerar vilken växel som lagts in. På samma sida som växeln sitter elsystemet av fabrikat Bosch. Under svänghjulet sitter en platta med spolar, som alstrar ström för både tändning och direkt belysning med växelström. Förgasaren kommer från Bing i Tyskland och är av dubbeltyp. I det ovala huset löper två trottlar i var sin kanal. När man drar på gas öppnar först den vänstra trotteln. Vid fortsatt pådrag följer sedan den högra med. Ramen är konstruerad av lätta krommolybdenrör som svetsats samman utan muffar. Fjäderbenen bak är inkapslade med fjädrar och oljedämpning. Framgaffeln är av enkel modell med grova gummiband som fjädrande medium. För att hålla nere vikten användes lättmetall i bland annat skärmar, fälgar och nav.

## Försäljning
Modellen hade en tjänstevikt under 75 kg och var därmed anpassad till den tidens lagstiftning för lätta motorcyklar och blev den stora önskedrömmen för de flesta 16-17-åringar. Priset för en Silverpil år 1955 var 2 175 kr. 1959 kom exportmodellen  282E med ny insvängd tank, ny sadel, nytt styre samt svänghjul av stål. Priset var 2 190 kr. Under 1962 såldes i hela Norden endast 380 exemplar och Husqvarnas prognos på 800 st för 1963 skars ner till 100. Tillverkningen fortgick fram till 1965. Då hade den tillverkats i över 11 000 exemplar och priset var 2 675 kr.

## Motocross
Husqvarnas  250cc motocross-fabriksracer EM-Qvarnan-59 byggde på Silver- och Guldpilen. En känd förare som åkte denna modell var Rolf Tibblin.